# Iouriy Kovalenko
Pour les articles homonymes, voir Kovalenko.
Iouriy Viktorovytch Kovalenko (en ukrainien : Юрій Вікторович Коваленко), né le 16 juillet 1977 et mort le 15 juillet 2014, est un chef militaire ukrainien, lieutenant-colonel des Forces armées de l'Ukraine, commandant adjoint des forces spéciales du 3e régiment des forces spéciales (Kropyvnytskyï), commandement opérationnel sud des forces terrestres, nommé Héros de l'Ukraine.

## Biographie
Il nait à Berchad de l'oblast de Vinnytsia. Il grandit dans une famille de militaires. Il étudie à l'école secondaire no 2 Bershadska. Il est diplômé de l'Institut militaire des forces terrestres d'Odessa, puis réalise son service militaire d'abord à Dnipro (dans l'un des régiments de la 93e division mécanisée), puis dans le Kropyvnytskyï.
Il participe à la guerre du Donbass dans l'est de l'Ukraine à partir de mai 2014. Son détachement gardait des installations militaires, accompagnait des convois et participait à des opérations de renseignement et à des batailles. Au cours des affrontements, Yuriy Kovalenko abat quinze ennemis armés.
Il est tué par balle le 15 juillet 2014 lors d'un bombardement ennemi au mortier. Il est inhumé le 24 juillet au cimetière de Florina. Il laisse dans le deuil sa femme et ses deux filles.